# Gare de Kiryū
La gare de Kiryū (桐生駅, Kiryū-eki) est une gare ferroviaire de la ville de Kiryū, dans la préfecture de Gunma au Japon. La gare est exploitée par les compagnies JR East et Watarase Keikoku Railway.

## Situation ferroviaire
La gare est située au point kilométrique (PK) 52,9 de la ligne Ryōmō. Elle marque le début de la ligne Watarase Keikoku.

## Histoire
La gare de Kiryū a été inaugurée le 15 novembre 1888.

## Service des voyageurs

### Accueil
La gare dispose d'un bâtiment voyageurs, avec guichets, ouvert tous les jours.

### Desserte

#### Watarase Keikoku Railway
- Ligne Watarase Keikoku :
  - voie 1  : direction Ōmama, Ashio et Matō

#### JR East
- Ligne Ryōmō :
  - voie 2 : direction Ashikaga, Tochigi et Oyama
  - voies 3 et 4 : direction Maebashi et Takasaki

### Intermodalité
La gare de Nishi-Kiryū, terminus de la ligne Jōmō, est située à environ 300 m au nord.